# 다윈 공군 기지

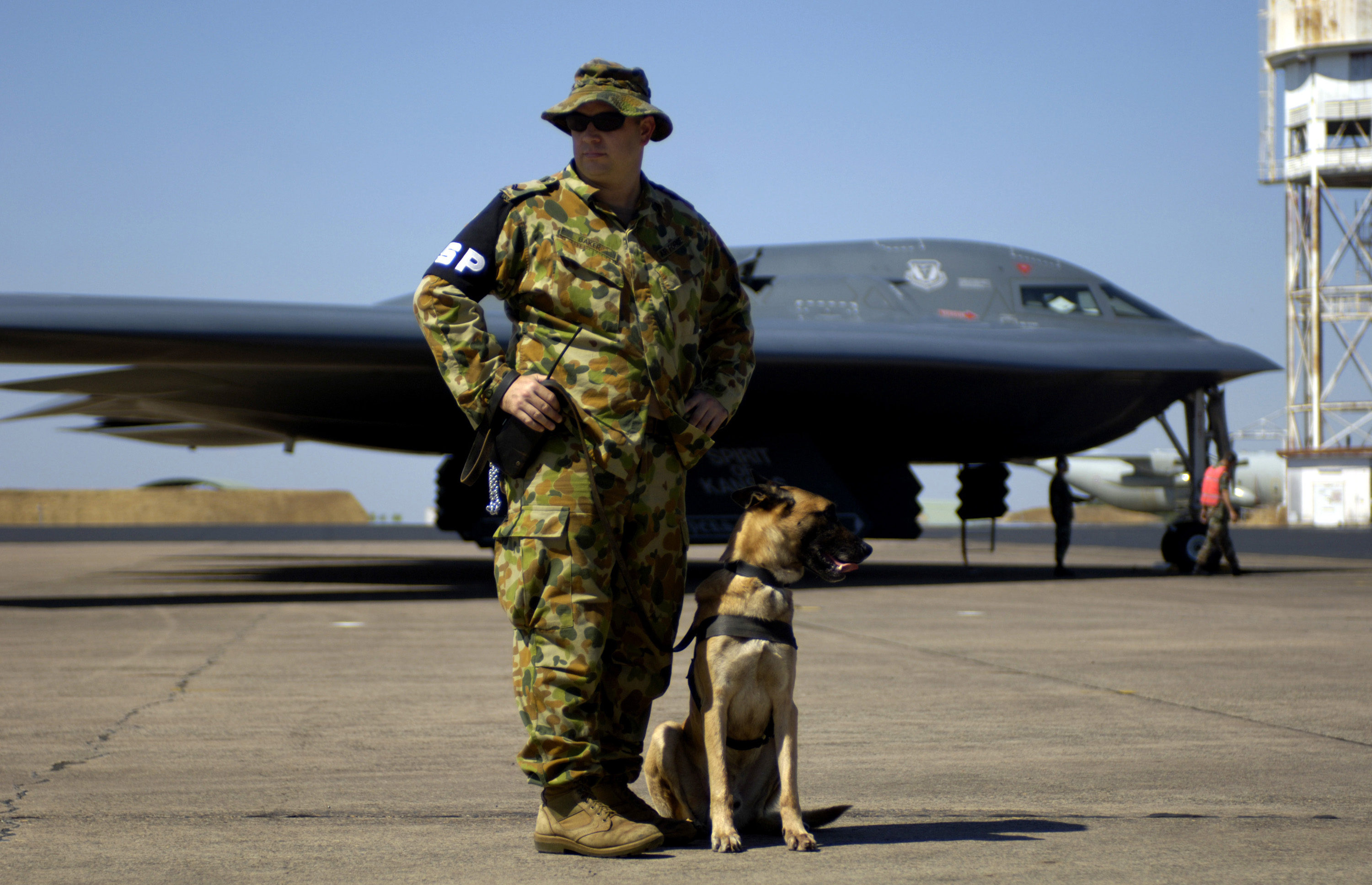

다윈 공군기지는 오스트레일리아 공군의 군사기지이다. 다윈 국제공항과 활주로를 함께 사용한다.
오스트레일리아 공군은 2012년 현재 19개의 공군기지를 보유하고 있다. 그 중에서 다윈 공군기지는 미군이 사용하는 주요 공군기지로서, 한국에서 미국 공군이 사용하는 주요 공군기지인 오산 공군기지, 군산 공군기지 같은 곳이다. 다윈 공군기지는 미국 공군의 전투기, 폭격기, 공중급유기 뿐만 아니라 지상군인 미국 해병대도 배치되어 있어서 공군기지 겸 육군기지의 성질을 가진 점이 특징이다.

## 역사
다윈 비행장은 1938년 착공해 1940년 6월 1일 준공되었다. 오스트레일리아 공군 제12 비행대대, 오스트레일리아 공군 제13 비행대대가 창설되어 배치되었다. 제2차 세계대전 당시, 다수의 호주군과 미군이 다윈 공군기지를 사용했다. 1942년 2월 19일의 대규모 공습 이래, 일본 제국군의 공습이 다수 있었다. 일본 남부 가고시마에서 다윈 공군기지는 5000 km 정도 떨어져 있다.
활주로 길이가 3,354 m나 되기 때문에 우주 왕복선의 비상착륙기지로도 사용되었다.

## 최근동향
2013년 8월 1일, 미국 공군은 F-22, F-35 스텔스 전투기, B-2 스텔스 폭격기를 다윈 공군기지에 배치하기로 하였다. 이는 미국의 태평양과 동남아시아 방공망 확대 정책에 따른 것이다. 다윈 공군기지에 임시로 배치되었다가 300 km 남쪽의 틴달 공군기지에 배치할 계획이다. 다윈 공군기지에는 미국 해병대 250명이 배치되어 있는데, 2500명으로 늘릴 계획이다.

## 같이 보기
- 다윈 국제공항